# Synthaca gilviceps
Synthaca gilviceps is een vlinder uit de familie van de uilen (Noctuidae). De wetenschappelijke naam van de soort en van het genus Synthaca is voor het eerst geldig gepubliceerd in 1908 door de Australische dokter en amateur-entomoloog Alfred Jefferis Turner (1861–1947). Het type werd aangetroffen in Kuranda in het noorden van Queensland in Australië. Het epitheton gilviceps betekent "met geelachtig hoofd". Synthaca betekent "samenzittend".